# Марсеков, Раимжан Марсекович
Раимжан Марсекович Марсеков (каз. Райымжан Марсекұлы Мәрсеков; родился 7 августа 1877, Айыртауская волость, Усть-Каменогорский уезд, Семипалатинская область, Российская империя — 1937, Китай) — казахский государственный и политический деятель, один из лидеров партии «Алаш», один из первых профессиональных казахских юристов и адвокатов, публицист.

## Биография
Происходит из рода Терістаңбалы племени Найман.
Раимжан Марсеков родился в семье управителя Айыртауской волости Марсека Сасыкбаева и его супруги Данике Улжановой. В соответствии с копией посемейного списка с 1893 по 1896 год, Айыртауской волости Усть-Каменогорского уезда, кроме Раимжана в семье было четверо сыновей: Айып, Босжигит,Калуа и Шерияздан и трое дочерей: Дляпрос, Сагадат-бану и Мафаруза. Марсек отдал своих детей Шарияздана и Раимжана в уездную русско-казахскую школу. После школы Раимжан стипендиатом поступает в Омскую мужскую классическую гимназию и в 1897 году успешно её оканчивает. Вместе с ним, гимназию окончил известный в будущем юрист и деятель партии «Алаш» Айдархан Турлыбаев, который также был стипендиатом.
В 1897 году Раимжан Марсеков поступает в Императорский Санкт-Петербургский университет на юридический факультет. В то время в Санкт-Петербурге обучались такие известные в будущим представители казахской интеллиценции как А. Турлыбаев, А. Букейханов, Б. Каратаев, Ж. Акпаев, Б. Кулманов, Ж. Сейдалин, Б. Сырттанов, М. Тынышпаев и другие. В начале 1899 года в Санкт-Петербурге началась первая в истории России всероссийская студенческая забастовка, спровоцировала которую разгон 8 февраля стихийной демонстрации студентов Петербургского университета. Это событие вызвало протест большинства студентов и преподавателей, многие были возмущены жестокостью полиции. Студенты организовали стачку, занятия были приостановлены. Раимжан вместе со многими активными участниками студенческого движения был исключён из университета. Как и многих других иногородних студентов, его выслали из города, установив за ними полицейское наблюдение. В документе, высланном в департамент жандармерии Усть-Каменогорска, говорится, что Раимжан Марсеков в апреле месяце через город Омск направился в Айыртаускую волость, и указывается необходимость слежки за ним.
13 июля 1899 года Раимжан пишет прошение ректору Казанского Императорского университета с просьбой принять его в качестве студента, однако после поступления, Раимжан отказывается от обучения в Казани и решит восстановиться в Петербургском университете; при это он продолжает оставаться под негласным надзором. Прошение Марсекова о восстановлении в университете было удовлетворено. В ходе обучения Марсеков прослушал курсы по истории римского и русского права, по государственному, гражданскому, финансовому и международному праву, а также по политической экономии, статистике, судопроизводству, энциклопедии права и истории философии права. В 1902 году окончил Санкт-Петербургский императорский университет.
В том же году Марсеков вернулся на родину и был назначен помощником присяжного поверенного в окружном суде Семпиалатинска и прослужил в этой должности до 1907 года. В 1907 году назначается следователем Тобольского окружного суда. В 1908 году по приглашению Омской судебной палаты переезжает в Омск и работает здесь в адвокатуре до 1912 года.
В 1912 году возвращается в Семипалатинск. Переезд Марсекова стал значимым событием для его земляков. Местное население с воодушевлением встречает его, возлагая на него большие надежды. Педагог и журналист Мустаким Малдыбаев пишет в журнале «Айкап»: «Присяжный поверенный, адвокат Раимжан Марсеков прибыл в город Семипалатинск. Господин Раимжан хорошо знаком с обычаями и укладом своего народа. Кроме того, он сведущ и в мусульманских традициях, поэтому все надеются, что он будет весьма полезен здешним мусульманам. Большинство наших сородичей не владеют русским, и случись какая нужда в адвокатуре, всегда мучаются, не в силах объяснить суть дела. В любом случае, мы все возлагаем большую надежду на господина Марсекова».
С 1902 по 1911 годы был активным членом Семипалатинского отдела Западно-Сибирского отдела Русского географического общества.
В 1917 году вступил в партию «Алаш». Был избран председателем Семипалатинского областного комитета казахов и членом областного исполкома Временного правительства. Участвовал в организации Семипалатинского областного съезда казахов (апрель—май 1917 г.), на котором был избран делегатом от партии «Алаш» на Всероссийское учредительное собрание.
Публиковался в газетах «Казах» (1914—1916), «Сарыарка» (1917—1919) и «Алаш» (1917), а также в журнале «Айкап» (1911—1913). Был одним из создателей газеты «Сарыарка» в городе Семипалатинске и одним из первых её редакторов (1917—1919).
14 апреля 1919 года Марсеков назначен исполняющим обязанности председателя Семипалатинского областного земельного управления.
Во гражданской войны Марсеков участвовал в создание национальных полков в Семиречье для организации отпора большевикам. После роспуска правительства Алашорды и объявления Казахской автономии, с 1920 по июнь 1922 года работал инспектором в информационно-организаторском отделе Семипалатинского губернского исполкома.
В 1922 году был вынужден иммигрировать в Китай, на территории которого подвергался преследованиям за участие в национально-освободительном движении казахов. По воспоминаниям, он был арестован в 1937 году. Точная дата и место гибели Марсекова неизвестны.

## Публицистика
Раимжан Марсеков владел казахским и русский языками. Он был одним из ярких публицистов своего времени. Его публикации на злободневные темы дня печатались в русских и казахских газетах и журналах «Казах» (1914—1916), «Сарыарка» (1917—1919), «Алаш» (1917), «Айкап» (1911—1913).
Его первые работы были опубликованы ещё в студенческие годы, например на страницах газеты «Дала уалаяты» в 1899—1900 годы выходят статьи : «Сайлау и его вредные последствия», «О казахских биях», «О переходе из одного аула в другой» и другие, посвящённые насущным вопросам жизни и быта казахского народа. Некоторые статьи Раимжана напечатаны под псевдонимами «Р. М.» «Ром», «Найман».
Особое место в тематике его статей занимает земельный вопрос, в которых он призывает казахов к оседлому образу жизни. Из статьи «Как казаху остаться хозяином своей земли?»: «…Если бросить взгляд на последние 15-20 лет, то видим, что казахи очень много лишились своих земель, причем лишились самых лучших земель и пастбищ, а сами все теснее смыкаются на неудобьях и бросовых землях». Из статьи «Земельный вопрос»: «…Вопрос перехода от кочевого на оседлый образ жизни очень сложен и это вопрос жизни и смерти для казахов …Мы считаем, что переселенческое управление может и должно учитывать интересы и удовлетворять пожелания коренного населения и наделять их землями, по природным условиям и свойствам почвы годные для ведения хозяйства». Из статьи «О казахах, лишившихся отчей земли»: «…В последнее время мы стали часто видеть людей, лишившихся родного очага, отчей земли, не знающих куда податься, и кому поведать свое горе. Для казахов такое несчастье становится привычным. Что делать, как помочь этим бедолагам? Есть ли выход из этого горького положения? Чем можем помочь им мы? Ведь такая беда становится рядовым для всей казахской земли; не сегодня, так завтра такое же несчастье ждет и прочих наших сородичей».
Марсеков в своих статьях поднимал вопросы построения государства: «О государственных устройствах», «О межгосударственных законах», «Комиссия по подготовке законов». В этих статьях он подробно останавливается на том, как устроены многие государства мира, взаимодействие всех ветвей власти, как устроена судебная и исполнительная власть, об издании законов и полномочиях властей.
Раимжан всерьёз интересовался классической литературой. А потому интересна его оценка развития казахской литературы конца XIX и начала XX века. Вот, что он пишет на страницах, учреждённой под его руководством газеты «Сарыарка» в статье «О положении дел в казахской литературе»: «…Сейчас наступила вторая ступень развития казахской литературы. Эта вторая ступень связана с распространением среди казахов письменности. Были люди, представители иных народов, которые осели и прижились в среде казахов. Эти чужаки выступали против песнопений, различных празднеств, игры на домбре. Такое мнение распространялось в связи с увеличением в среде народа различных ходжа и мулл. Все чаще народное искусство попадало под запрет. Стали распространяться различные книжки, речь становилась книжной, прежние народные виды литературы отвергались, люди чаще стали обращаться к чужеродным словам. Игра на домбре, кюи, народные песни отходили на задний план, стали чем-то постыдным. Речь стала бедной, литература погибала на глазах. И вот в это самое время появился несравненный Абай. Именно Абай не дал погибнуть казахскому слову, именно он преобразил нашу литературу, и только благодаря ему, великому Абаю, затухающий огонь казахской словесности снова расцвел и поднялся до невиданных доселе высот».

## Публикации
- «По поводу статьи „Женщина“» («Киргизская степная газета», № 6, 7 февраля 1899);
- «Сайлау и его вредные последствия» («Киргизская степная газета», № 44, 20 ноября; № 45, 25 ноября; № 46, 28 ноября 1899);
- «Киргизский народный суд» («Киргизская степная газета» № 1,2, 1900);
- «Переход из одного аульного общества в другое» («Киргизская степная газета», № 6, 13 февраля 1900);
- «Киргизские девушки» (« Киргизская степная газета», № 7, 20 февраля; № 8, 28 февраля 1900);
- «Несколько слов о волостных муллах» («Киргизская степная газета», № 10, 19 марта 1900);
- «Орошение лугов у бурят» (« Киргизская степная газета», № 13, 9 апреля 1900);
- «Айқаптың 9-нөмірінде» («Айқап», № 12 , 1911);
- «Қазақ қайтсе жерге ие болады?» («Айқап», № 1, 1912);
- «Бас қосудың керектігі» («Айқап», № 10, 1913);
- «Газетаға сөз жазушыларға» («Қазақ», № 45, 9 января 1914);
- «Патшалық» («Қазақ», №, 46, 16 января 1914; № 47, 23 января; № 54, 16 марта 1914);
- «Шын сөзге жан пида» қылушыға" («Қазақ», № 57, 4 апреля 1914);
- «Қазақ қайда бара жатыр» («Қазақ», № 62, 17 мая 1914)
- «Патшалықтар арасындағы заң» («Қазақ», № 63, 24 мая; № 64, 31 мая 1914);
- «Жер мәселесі» («Қазақ», № 67, 23 июня 1914);
- «Қазақ әдебиеті жайынан» («Қазақ», № 112, 15 марта; № 113, 19 марта 1915);
- «Көлбайдың сөзінен шындық табылар ма екен?» («Қазақ», № 137, 21 июня 1915);
- «Райымжан хаты» («Қазақ», № 175, 31 марта 1916);
- «Бюроға кісі жіберу» («Қазақ», № 178, 24 апреля 1916);
- «Ата қонысынан айырылған қазақ жайлы» («Қазақ», № 179, 30 апреля 1916);
- «Келісімді малды алып беруіме, жауапты алынды ма?» («Қазақ», № 185, 16 июня 1916);
- «Керектің керегі — ғылым» («Сарыарқа», № 10, 22 августа 1917);
- «Тек жатпау керек» («Алаш», № 17, 13 апреля 1917);
- «Заң жобасын даярлайтын комиссия» («Сарыарқа», № 25, 19 декабря 1917);
- «Көпшілдер кесірі — шет мемлекеттердегі қозғалыс» («Сарыарқа», № 79, 7 мая 1919);
- «Ответ на „Измену, или Недомыслие“ Юдина» («Свободная речь», № 57, 7 октября 1917).

## Документальные фильмы
- «Тайны. Судьбы. Имена». Райымжан Марсеков. «Дело чести» («Хабар», 2019)[3]
- «Мой дед Раимжан Марсеков» («Kazakh TV», 2013)[4]
- «Беймәлім Алаш. Райымжан Мәрсеков» («Qazaqstan», 5 декабря 2019)[5]
- «Плеяда казахов-просветителей начала 20 века». («Дорога людей», 2019)[6]
- «Алаш-Орда. Они не хотели сдаваться. Загадки истории» («Kazakh TV», 2014)[7]

## Память
- В городе Семей (Казахстан) одна из улиц названа в честь Раимжана Марсекова[8].
- В Восточно-Казахстанской области именем Раимжана Марсекова названа общеобразовательная школа[9].